# Re-Arranged
Re-Arranged (englisch etwa für „neu geordnet“) ist ein Lied der US-amerikanischen Nu-Metal-Band Limp Bizkit. Der Song erschien auf ihrem zweiten Studioalbum Significant Other (1999) und wurde am 12. Oktober 1999 als zweite Single aus diesem veröffentlicht.

## Inhalt
Re-Arranged handelt von dem Ende einer toxischen Beziehung und wird von Fred Durst aus der Perspektive des lyrischen Ichs gesungen. Dabei wendet er sich an die einst geliebte Person und meint, dass diese ihn in Wirklichkeit nur scheitern sehen und herunterziehen wollte. Sie hätte ihm nie zugehört und wisse sowieso alles besser. Letztendlich sei er froh, dass die Beziehung nun vorbei ist. Irgendwann werde sie sich an ihn zurückerinnern und ihm nachweinen.

“But you don’t understand when I’m attempting to explain

Because you know it all and I guess things will never change

But you might need my hand when falling in your hole

Your disposition, I’ll remember when I’m letting go

Of you and me, we’re through and re-arranged”

## Produktion
Der Song wurde von Limp Bizkit zusammen mit dem Musikproduzenten Terry Date produziert. Dabei verwendeten sie ein Sample des Liedes I Know You Got Soul von Eric B. & Rakim. Als Autoren fungierten die Limp-Bizkit-Mitglieder Fred Durst, Wes Borland, John Otto und Sam Rivers.

## Musikvideo
Bei dem zu Re-Arranged gedrehten Musikvideo führte Fred Durst selbst Regie. Es verzeichnet auf YouTube über 51 Millionen Aufrufe (Stand: August 2025). Zu Beginn sind die Limp-Bizkit-Mitglieder jeweils in einer Gefängniszelle zu sehen, in der sie das Lied spielen. Sie werden aufgrund ihres Auftritts beim Woodstock III und der dabei stattgefundenen Ausschreitungen angeklagt und vor Gericht gestellt, wobei verschiedene Zeitungsartikel eingeblendet werden, welche die Band für schuldig befinden. Daraufhin werden die Musiker in Ketten gelegt und zu einem Metallcontainer geführt, wo sie den Song spielen müssen, während dieser mit Milch gefüllt wird. Dabei schauen ihnen streng dreinblickende Beobachter zu, die sie verurteilt haben. Als der Container vollständig mit Milch gefüllt ist, verschwindet die Band und es bleiben lediglich Fred Dursts rotes Basecap und eine CD des Albums Significant Other zurück. Am Ende sind die Musiker vermeintlich im Himmel zu sehen und fragen sich, ob sie nun tot seien.

## Single

### Covergestaltung
Das Singlecover zeigt eine Comicfigur, die ein Mikrofon in der Hand hält und ein rotes Baseballcap trägt. Im Hintergrund sind Hochhäuser zu erkennen und unten im Bild befinden sich die orange-roten Schriftzüge re-arranged und Limp Bizkit. Damit ähnelt das Cover stark dem zum zugehörigen Album Significant Other, auf dem die gleiche Figur in ähnlicher Umgebung zu sehen ist.

### Titelliste
1. Re-Arranged (Dirty Version) – 5:54
2. Faith – 2:26
3. Counterfeit (Lethal Dose Remix) – 3:22
4. Faith (CD-Rom Video) – 2:42

### Chartplatzierungen
Re-Arranged erreichte Platz 88 der US-amerikanischen Singlecharts und konnte sich 18 Wochen lang in den Top 100 halten. Zudem belegte es Rang 35 in Australien und hielt sich dort zwei Wochen in den Charts.
| ChartsChartplatzierungen       | Höchstplatzierung | Wochen |
| ------------------------------ | ----------------- | ------ |
| Vereinigte Staaten (Billboard) | 88 (18 Wo.)       | 18     |